# Andranopasy
Andranopasy is een plaats en gemeente in Madagaskar gelegen in het district Manja van de regio Menabe. Er woonden bij de volkstelling in 2001 ongeveer 10.000 mensen.
In de plaats is basisonderwijs onderwijs en voortgezet onderwijs voor jonge kinderen beschikbaar. 75% van de bevolking is landbouwer en 5% houdt zich bezig met veeteelt. Het belangrijkste gewas is de limaboon, maar er wordt ook mais verbouwd. 20% van de bevolking werkt in de visserij.